# Gustave Boissière (Romanist)
Gustave Boissière (* 9. Juli 1850 in Montpellier; † 6. September 1927) war ein französischer Romanist.

## Leben und Werk
Boissière bestand 1894 (im Alter von 44 Jahren) die Agrégation de grammaire und habilitierte sich 1909 an der Universität Poitiers mit den Thèses Urbain Chevreau (1613–1701). Sa vie. Ses œuvres. Etude biographique et critique accompagnée de l'analyse et de nombreux extraits des différents ouvrages de l'auteur (Niort 1909) und (Hrsg.) Urbain Chevreau, Remarques sur les poésies de Malherbe. Edition critique d'après le manuscrit de Niort (Niort 1909, Genf 1989). Er war in Niort Gymnasiallehrer und Bibliothekar.
Gustave Boissière ist nicht zu verwechseln mit dem Latinisten
 Gustave (Louis) Boissière (1837–1895), der in Clermont-Ferrand und Algier die Unterrichtsverwaltung leitete.

## Weitere Werke
- (mit Émile Ernault, 1852–1938) Notions de prosodie et métrique latines à l'usage de l'enseignement secondaire classique, Paris 1893
- (mit Émile Ernault) Notions de versification française à l'usage de l'enseignement secondaire classique et moderne et des écoles normales primaires, Paris 1893
- L'Accusation publique et les délateurs chez les Romains, leur rôle et leur influence au point de vue juridique, littéraire et social, Niort 1911
- Histoire des loges et des chapitres de Niort, Paris 1915